# St. Magnus (Dezion)

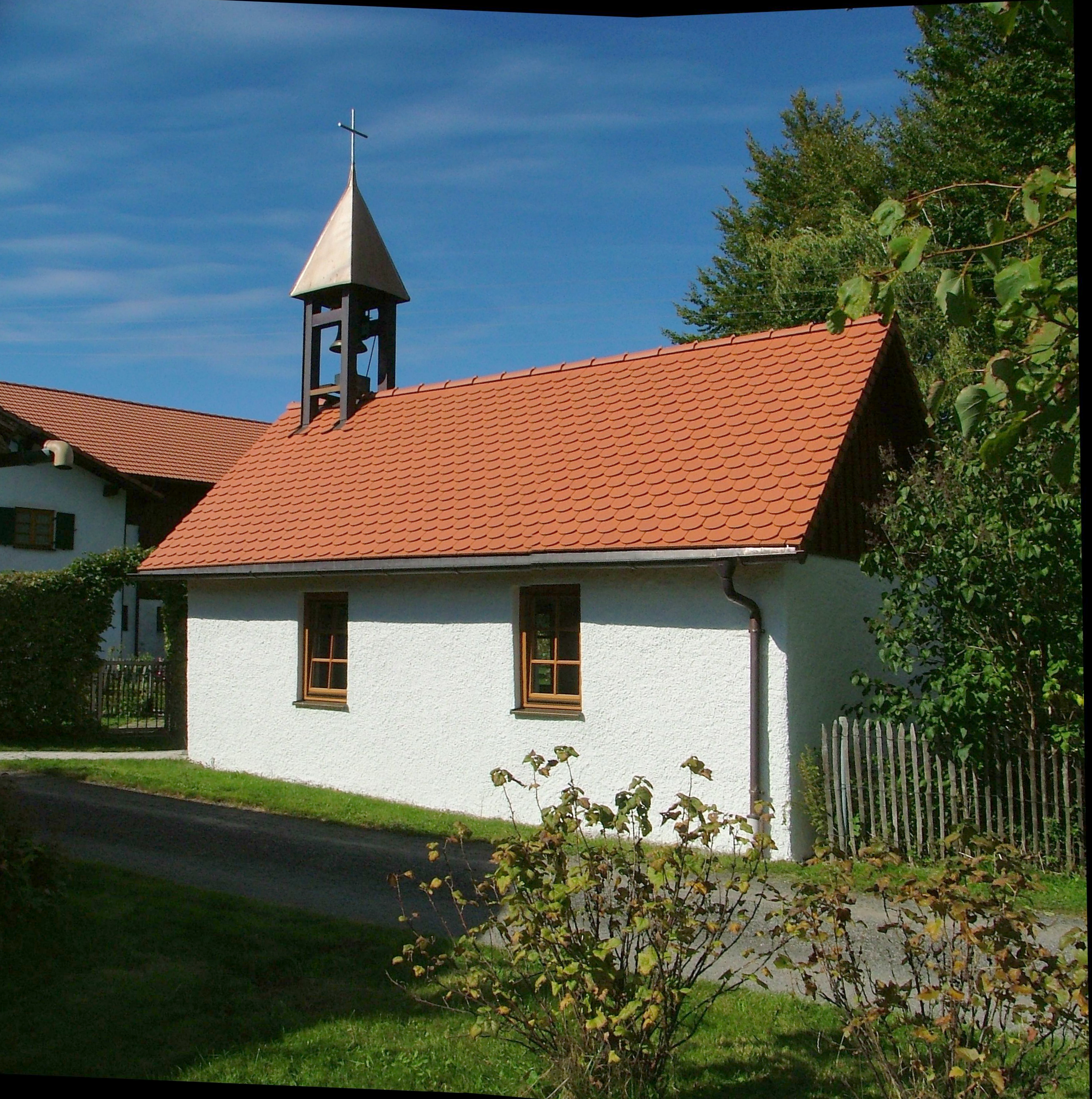
Kapelle St. Magnus in Dezion

Die römisch-katholische Kapelle St. Magnus befindet sich in Dezion, einem Ortsteil von Altusried im Landkreis Oberallgäu (Bayern). Die Kapelle steht unter Denkmalschutz. Ursprünglich im 18. Jahrhundert erbaut, wurde die Kapelle 1954 um mehr als die Hälfte verlängert. Das kleine Gebäude besteht aus einem Tonnengewölbe mit Satteldach und Dachreiter.
Der am Anfang des 18. Jahrhunderts geschaffene Altar besteht aus gedrehten Säulchen, die das Altarblatt mit der Darstellung der Muttergottes flankieren. Ein Bild der Heiligen Ursula findet sich im Dreiecksgiebel des Altars. Eine Rokokohalbfigur aus der Zeit um 1760 befindet sich auf der Mensa. Diese stellt die Heilige Agatha dar und stammt vermutlich aus der Pfarrkirche in Kimratshofen. Das stark erneuerte Gemälde aus dem 18. Jahrhundert zeigt die Steinbacher Madonna.